# Liste der Nummer-eins-Hits in Neuseeland (1967)
Diese Liste enthält alle Nummer-eins-Hits in Neuseeland im Jahr 1967. Es gab in diesem Jahr 23 Nummer-eins-Singles.
| Singles |
| --- |
| - The Hollies – Stop! Stop! Stop! - 3 Wochen (15. Dezember 1966 – 4. Januar 1967) - Für die Zeit vom 5. bis zum 26. Januar wurde keine Hitparade veröffentlicht. - The Beach Boys – Good Vibrations - 1 Woche (27. Januar – 3. Februar) - Tommy Roe – Hooray for Hazel - 1 Woche (3. Februar – 9. Februar) - Dave Dee, Dozy, Beaky, Mick & Tich – Bend It - 2 Wochen (10. Februar – 23. Februar) - The Monkees – I’m a Believer - 5 Wochen (24. Februar – 30. März) - The Beatles – Penny Lane - 2 Wochen (31. März – 13. April) - The La De Dahs – Hey Baby - 2 Wochen (14. April – 27. April) - The Seekers – Georgy Girl - 1 Woche (28. April – 4. Mai) - Cat Stevens – Matthew and Son - 2 Wochen (5. Mai – 18. Mai) - The Bee Gees – Spicks and Specks - 2 Wochen (19. Mai – 1. Juni) - The Monkees – A Little Bit Me, a Little Bit You - 3 Wochen (2. Juni – 22. Juni) - Mr. Lee Grant – Opportunity - 1 Woche (23. Juni – 29. Juni) - Sandie Shaw – Puppet on a String - 3 Wochen (30. Juni – 20. Juli) - The Tremeloes – Silence Is Golden - 3 Wochen (21. Juli – 10. August) - Procol Harum – A Whiter Shade of Pale - 1 Woche (11. August – 17. August) - The Beatles – All You Need Is Love - 2 Wochen (18. August – 31. August) - Mr. Lee Grant – Thanks to You - 3 Wochen (1. September – 21. September) - Scott McKenzie – San Francisco (Be Sure to Wear Flowers in Your Hair) - 5 Wochen (22. September – 26. Oktober) - Small Faces – Itchycoo Park - 2 Wochen (27. Oktober – 9. November) - Engelbert Humperdinck – The Last Waltz - 2 Wochen (10. November – 23. November) - The Move – Flowers in the Rain - 1 Woche (24. November – 30. November) - The Bee Gees – Massachusetts - 3 Wochen (1. Dezember – 21. Dezember) - The Royal Guardsmen – Snoopy’s Christmas - 2 Wochen (22. Dezember 1967 – 4. Januar 1968) |